# Фоса дел Лупо (Арецо)
Фоса дел Лупо је насеље у Италији у округу Арецо, региону Тоскана.
Према процени из 2011. у насељу је живело 110 становника. Насеље се налази на надморској висини од 252 м.